# Seguam
Seguam (in lingua aleutina Saĝuugamax) è una piccola isola vulcanica che fa parte del gruppo delle isole Andreanof, nell'arcipelago delle Aleutine; si trova nel mare di Bering e appartiene all'Alaska (USA).
L'isola, montagnosa e di forma ovale, ha una superficie di 207,3 km²; è lunga 26 km e larga 10,9 km. Si trova a nord-est di Amlia. Il censimento del 2000 indicava che aveva un solo abitante.
L'isola è costituita da diversi stratovulcani sovrapposti. Storicamente sono state registrate circa 10 eruzioni a partire dal tardo XVIII secolo, la più recente nel 1993. Tutte le attività recenti si sono verificate al Pyre Peak, il cono all'interno della caldera occidentale che è il punto più alto dell'isola, e hanno prodotto eruzioni esplosive e colate di lava basaltica.